# Paisagem Agrícola do Sul da Olândia
A Paisagem Agrícola do Sul da Olândia (em sueco: Södra Ölands odlingslandskap) abrange uma área de 56 323 hectares na parte sul da ilha sueca da Olândia, correspondendo essencialmente à comuna de Mörbylånga. Foi declarada pela UNESCO como Património mundial em 2000.

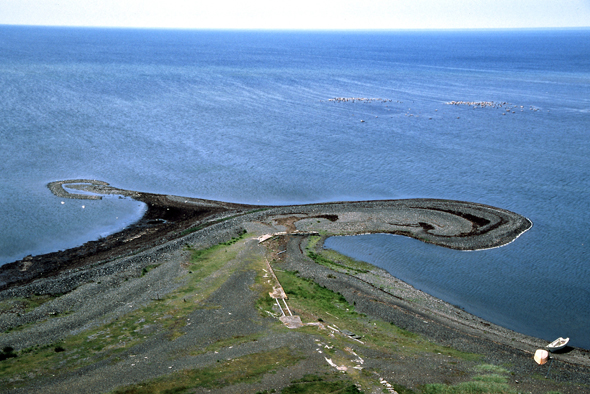
Ponta sul da Olândia vista do farol Långe Jan
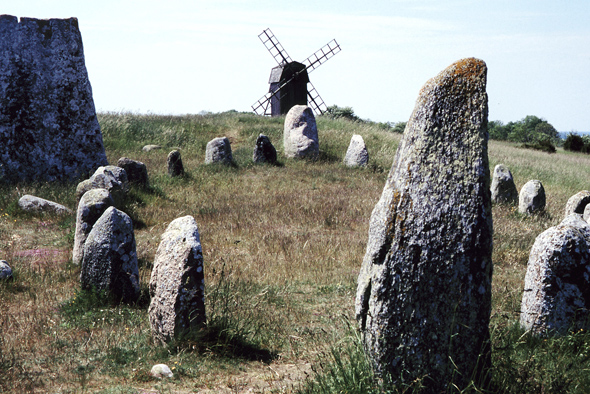
Campo de sepulturas de Gettlinge
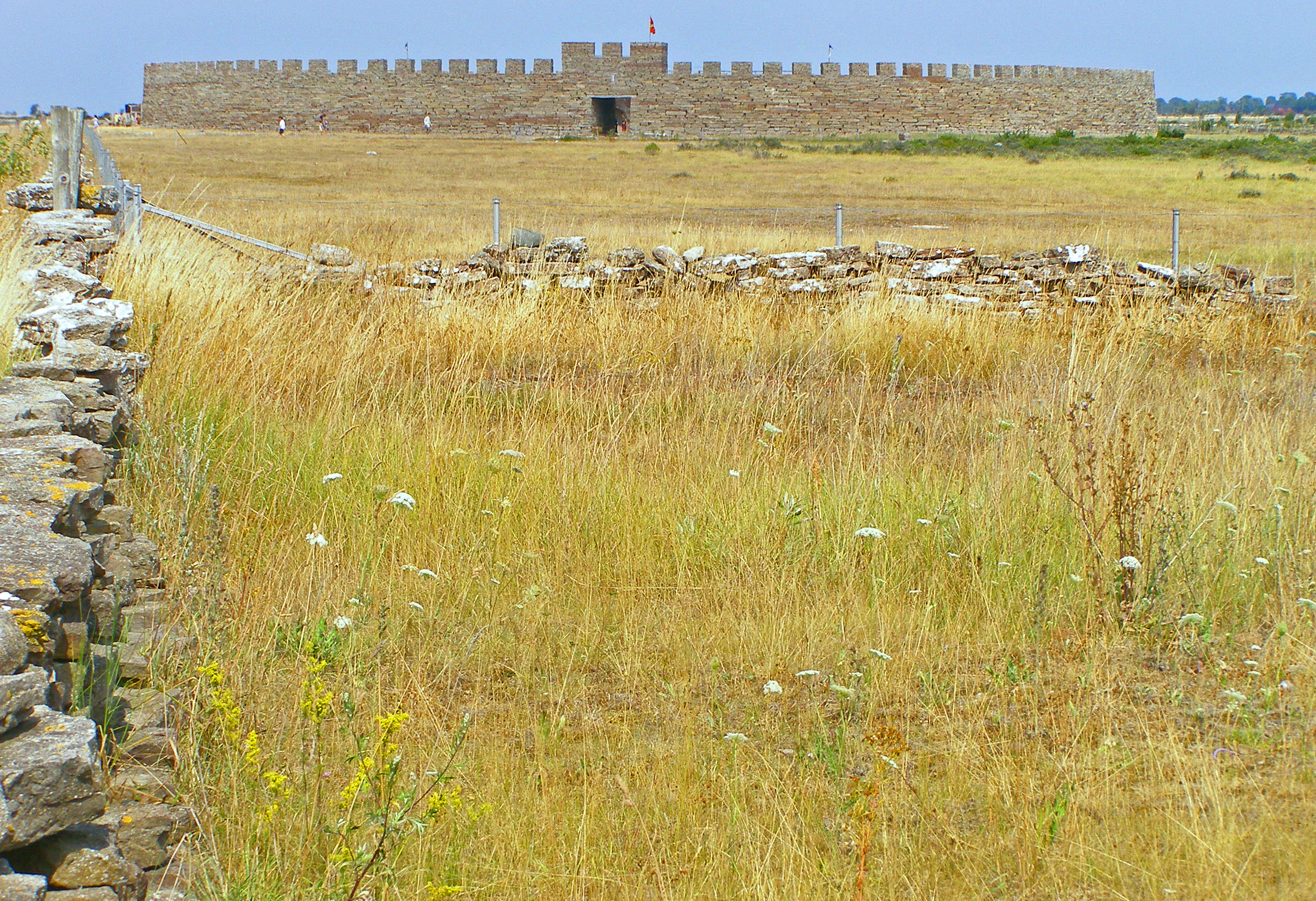
Stora Alvaret e o Forte de Equetorpe
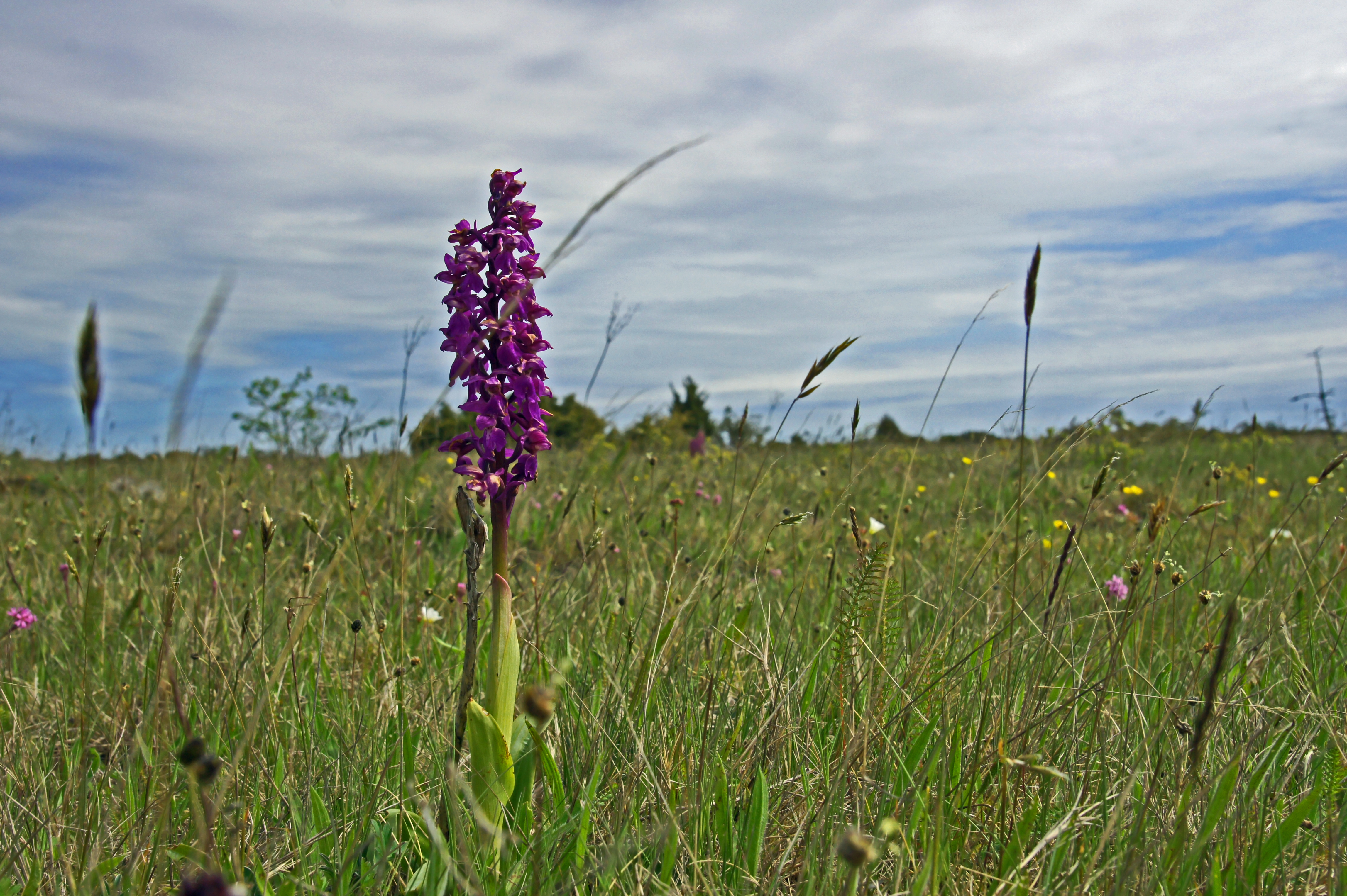
Stora Alvaret perto de Mysinge